# 정이건의 영웅
영웅(愛上100%英雄: We're No Bad Guys)은 홍콩에서 제작된 왕정 감독의 1997년 영화이다. 정이건 등이 주연으로 출연하였다.

## 출연

### 주연
- 정이건
- 진소춘
- 양영기

### 조연
- 진혜민
- 방중신
- 비비안 수
- 임건명
- 나가영
- 진송용
- 주강
- 임상의
- 이조기
- 이건인
- 이범위
- 주영룡
- 정엽
- 위륜

## 제작진
- 미술: 장세걸
- 연출: 왕정
- 무술연출: 곡헌소

## 한국어 더빙 성우진(MBC, 2002년 4월 28일)
- 안지환 - 비기 (정이건)
- 송준석 - 화계 (진소춘)
- 박선영 - 캐리/맨디 (양영기)
- 박영희 - 소정 (비비안 수)
- 박조호 - 본드 주 (나가영)
- 김강산 - 김귀상
- 손원일 - 마이크 경사
- 최한 - 천사 (방중신)
- 이미자
- 이진홍
- 김민성
- 이상범
- 고성일
- 김지영
- 노계현
- 이상훈
- 문남숙
- 방성준